# Piazzale Flaminio
Piazzale Flaminio è un ampio piazzale carrabile di Roma, diviso tra i quartieri Pinciano e Flaminio nel Municipio II.
Esso si trova appena al di fuori delle Mura aureliane ed è compreso tra la porta del Popolo, l'inizio della via Flaminia, i propilei del monumentale ingresso di villa Borghese e via Giambattista Vico.

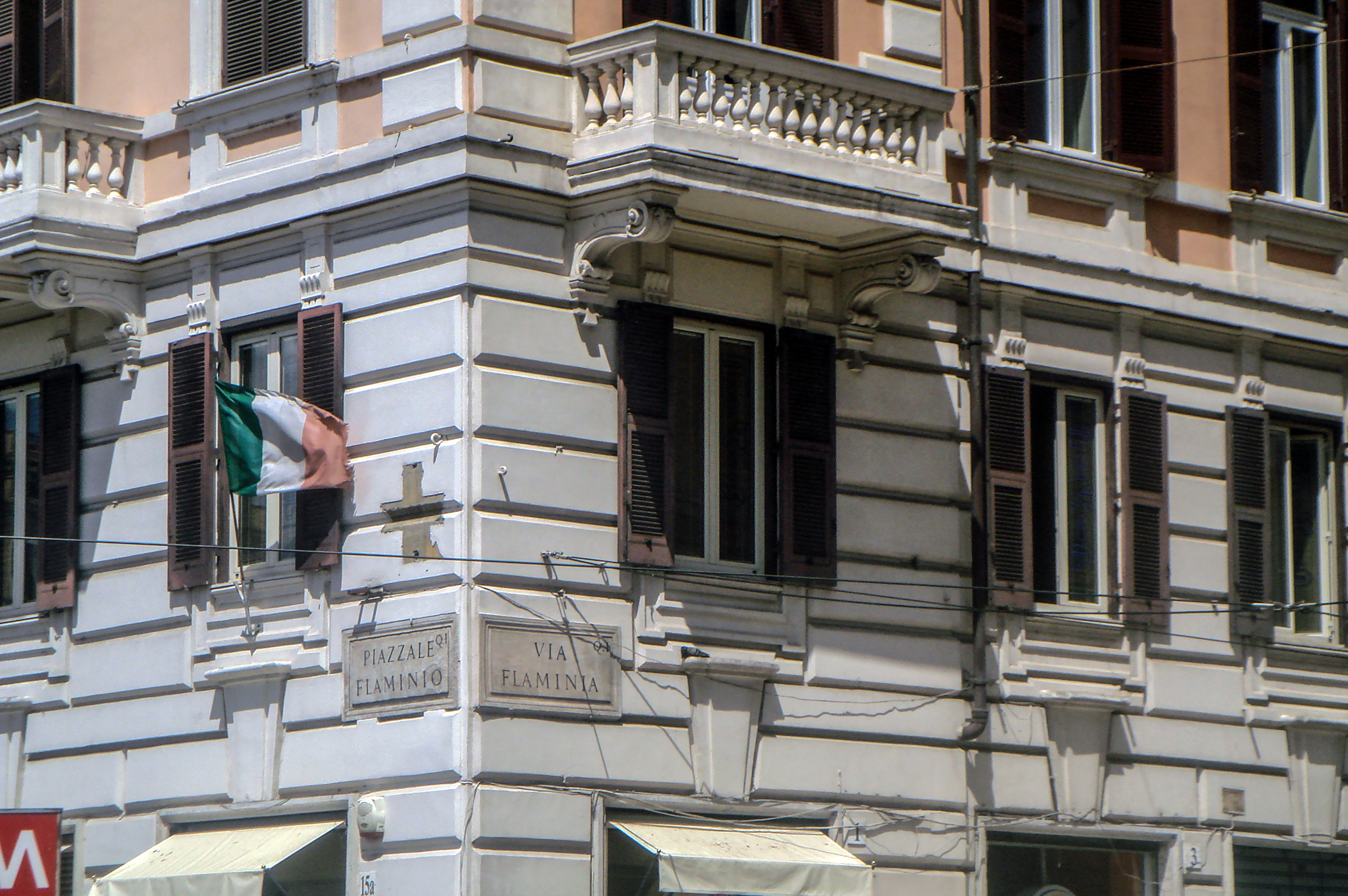
Targa del Piazzale Flaminio e via Flaminia
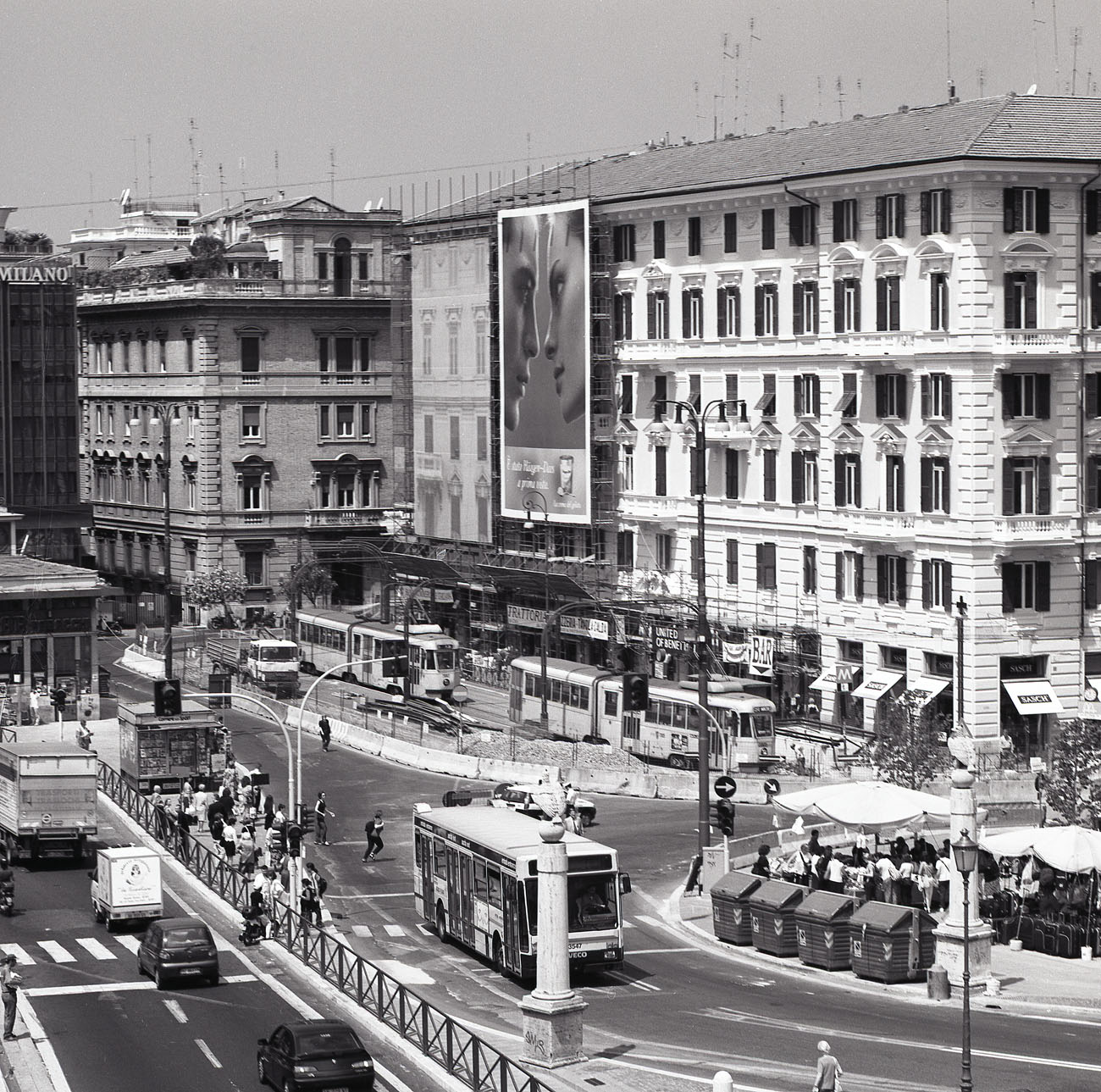
Piazzale Flaminio nel 2000
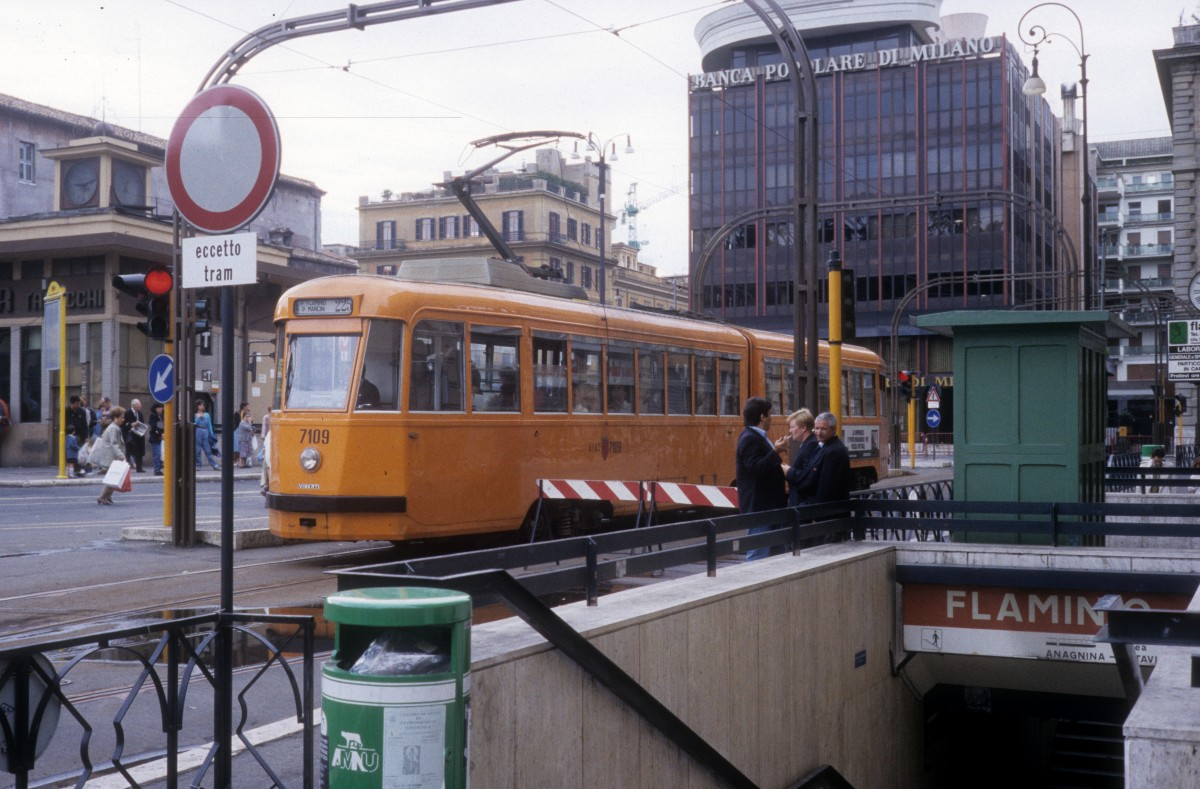
Tram su Piazzale Flaminio con l'omonima fermata della metro
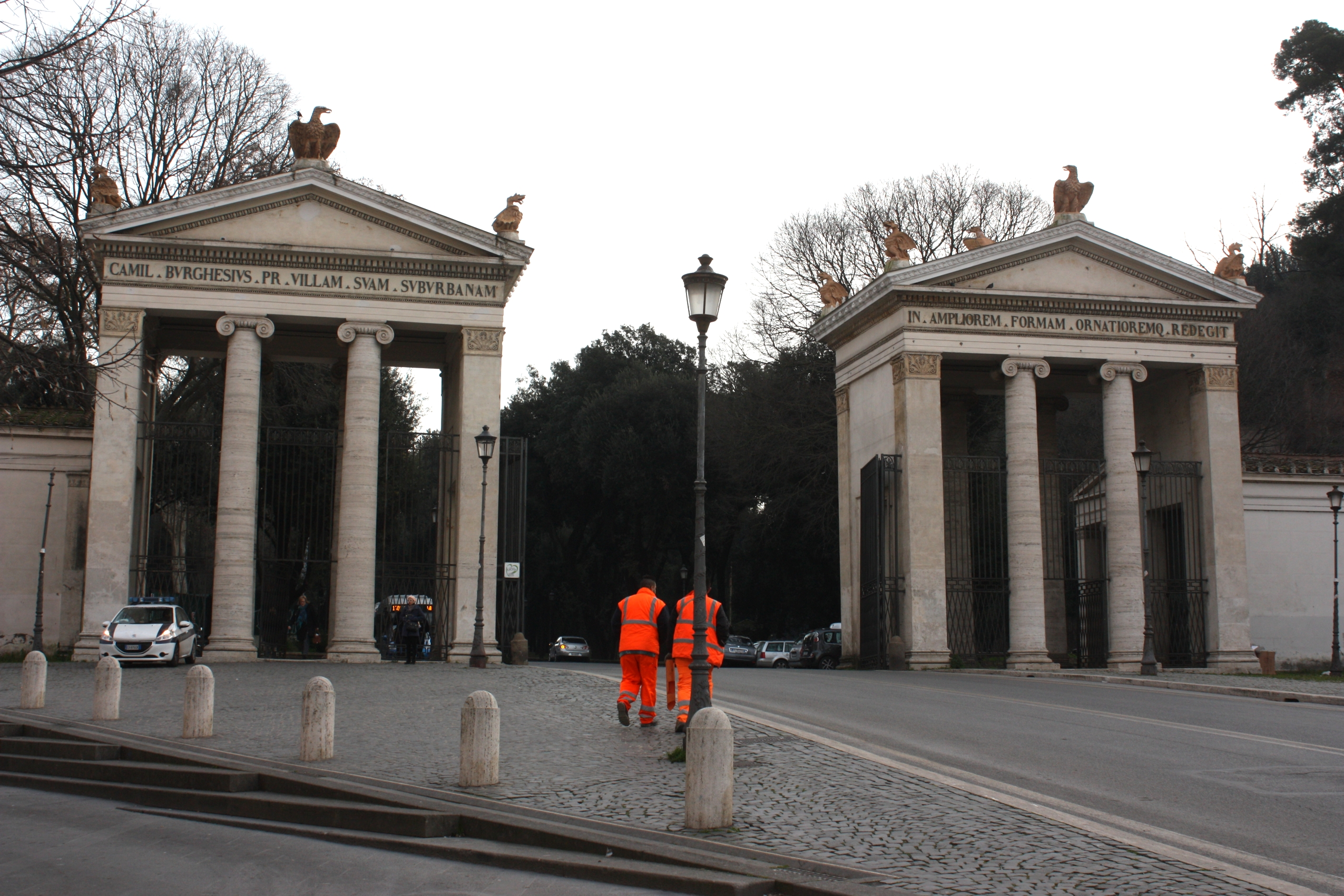
Propilei di Villa Borghese sul Viale Washington